# 존 반스
존 반스(영어: John Barnes, MBE, 1963년 11월 7일 ~ )는 자메이카 출생 잉글랜드의 전직 축구 선수로 현역 시절 리버풀 FC와 왓퍼드 FC 등에서 레프트 윙어로 활약했으며 현재 리버풀 FC의 앰버서더로 활동 중이다.

## 서훈
- 1998년 대영 제국 훈장 5등급(MBE) 수훈[1]